# Associazione Sportiva Dilettantistica Mozzanica 2013-2014
Questa voce raccoglie le informazioni riguardanti l'Associazione Sportiva Dilettantistica Mozzanica nelle competizioni ufficiali della stagione 2013-2014.

## Rosa
Aggiornata al 2 ottobre 2013.
| N. |                   | Ruolo | Calciatrice      |
| -- | ----------------- | ----- | ---------------- |
| 1  | Italia (bandiera) | P     | Alessia Gritti   |
| 2  | Italia (bandiera) | P     | Mariella Orlando |
| 3  | Italia (bandiera) | D     | Jenny Dossi      |
| 4  | Italia (bandiera) | D     | Angela Locatelli |
| 5  | Italia (bandiera) | D     | Giulia Rizzon    |
| 6  | Italia (bandiera) | D     | Viviana Schiavi  |
| 7  | Italia (bandiera) | D     | Francesca Tonani |
| 8  | Italia (bandiera) | D     | Giorgia Spinelli |
| 9  | Italia (bandiera) | C     | Silvia Piva      |
| 10 | Italia (bandiera) | C     | Claudia Mauri    |

| N. |                   | Ruolo | Calciatrice        |
| -- | ----------------- | ----- | ------------------ |
| 11 | Italia (bandiera) | C     | Veronique Brayda   |
| 12 | Italia (bandiera) | C     | Andrea Scarpellini |
| 13 | Italia (bandiera) | C     | Viola Brambilla    |
| 14 | Italia (bandiera) | A     | Laura Bianchi      |
| 15 | Italia (bandiera) | A     | Nicole Garavelli   |
| 16 | Italia (bandiera) | A     | Chiara Piccinno    |
| 17 | Italia (bandiera) | A     | Valentina Giacinti |
| 18 | Italia (bandiera) | A     | Penelope Riboldi   |
| 19 | Italia (bandiera) | A     | Michela Cambiaghi  |

## Calciomercato

### Sessione estiva
| Acquisti | Acquisti           | Acquisti     | Acquisti   |
| R.       | Nome               | da           | Modalità   |
| -------- | ------------------ | ------------ | ---------- |
| D        | Viviana Schiavi    | Brescia      | definitivo |
| C        | Viola Brambilla    | Fiamma Monza | definitivo |
| C        | Veronique Brayda   | Brescia      | definitivo |
| A        | Valentina Giacinti | Napoli       | definitivo |
| A        | Penelope Riboldi   | Napoli       | definitivo |

| Cessioni | Cessioni         | Cessioni | Cessioni   |
| R.       | Nome             | a        | Modalità   |
| -------- | ---------------- | -------- | ---------- |
| C        | Giulia Nasuti    | Brescia  | definitivo |
| A        | Stefania Tarenzi | Brescia  | definitivo |

## Risultati

### Serie A

#### Girone di andata
| Arbitro: | Armando Ongarato (Castelfranco Veneto) |

|               |           |  |
| Brambilla 28’ | Marcatori |  |

| Arbitro: | Claudio Petrella (Viterbo) |

|                        |           |  |
| Vukčević 15’ Nagni 93’ | Marcatori |  |

| Arbitro: | Alessio Clerico (Torino) |

|  |           |                             |
|  | Marcatori | 57’ Karlsson 76’ Gabbiadini |

| Arbitro: | Giuseppe Zuffada (Sulmona) |

|  |           |            |
|  | Marcatori | 77’ Tonani |

| Arbitro: | Matteo Gualtieri (Asti) |

|                                                                                            |           |  |
| Riboldi 2’ Mauri 8’, 12’, 65’ Brambilla 27’ Scarpellini 31’ Giacinti 40’, 74’ Piccinno 89’ | Marcatori |  |

| Arbitro: | Michele Collavo (Treviso) |

|                                      |           |                          |
| Brumana 21’, 80’ Spinelli 57’ (aut.) | Marcatori | 46’ Riboldi 48’ Giacinti |

| Arbitro: | De Luca (Reggio nell'Emilia) |

|                                                    |           |  |
| Giacinti 13’ Dossi 54’ Piccinno 62’, 90’ Mauri 79’ | Marcatori |  |

| Arbitro: | Simone D'Angelo (Ascoli Piceno) |

|  |           |                                                            |
|  | Marcatori | 9’, 43’ (rig.) Giacinti 70’ Dossi 78’ Brayda 91’ Cambiaghi |

| Arbitro: | Stefano Belfiore (Parma) |

|                                    |           |            |
| Tonani 6’ Riboldi 21’ Giacinti 68’ | Marcatori | 60’ Velati |

| Arbitro: | Emanuele Spagnolo (Reggio nell'Emilia) |

|              |           |  |
| Bonansea 71’ | Marcatori |  |

| Firenze 7 dicembre 2013, ore 14:30 CET 11ª giornata | Firenze                            | 0 – 0 referto | Mozzanica | Centro sp. San Marcellino\| Arbitro: \| Raffaele Covili Faggioli (Bologna) \| |
| Arbitro:                                            | Raffaele Covili Faggioli (Bologna) |               |           |                                                                               |

| Arbitro: | Davide Pederzolli (Trento) |

|  |           |          |
|  | Marcatori | 73’ Boni |

| Arbitro: | Massimiliano Rasia (Bassano del Grappa) |

|  |           |                          |
|  | Marcatori | 41’ Giacinti 89’ Riboldi |

| Arbitro: | Matteo Antonio Scordo (Novara) |

|  |           |                |
|  | Marcatori | 55’, 87’ Conti |

| Arbitro: | Gabriele Nube (Mestre) |

|  |           |                                          |
|  | Marcatori | 22’ Scarpellini 48’ Riboldi 84’ Giacinti |

#### Girone di ritorno
| Arbitro: | Giacomo Dall'Oco (Finale Emilia) |

|  |           |               |
|  | Marcatori | 37’ Cambiaghi |

| Arbitro: | Michele Giordano (Novara) |

|                                   |           |  |
| Giacinti 45’, 49’ Scarpellini 76’ | Marcatori |  |

| Arbitro: | Marco Acampora (Schio) |

|                                    |           |               |
| Napoli 15’ Gelmetti 45’ Ramera 49’ | Marcatori | 33’ Locatelli |

| Arbitro: | Marco Azzaro (Ragusa) |

|                                    |           |  |
| Piva 52’ Giacinti 64’ Piccinno 73’ | Marcatori |  |

| Arbitro: | Antonio Fabiano (Catanzaro) |

|  |           |                                                                                              |
|  | Marcatori | 30’ Piccinno 32’, 66’ Riboldi 69’, 75’ Cambiaghi 71’ Giacinti 79’, 89’, 90’ Mauri 81’ Tonani |

| Arbitro: | Daniele Alibrandi (Alessandria) |

|  |           |                   |
|  | Marcatori | 56’ Nhaga Bissoli |

| Arbitro: | Matteo Paggiola (Legnago) |

|                       |           |  |
| Ricco 22’ Mazzola 49’ | Marcatori |  |

| Arbitro: | Aniello Giordano (Alessandria) |

|                                     |           |           |
| Riboldi 31’ Mauri 61’ Cambiaghi 80’ | Marcatori | 87’ Ricci |

| Arbitro: | Angelo De Leo (Molfetta) |

|  |           |              |
|  | Marcatori | 47’ Giacinti |

| Arbitro: | Matteo Gualtieri (Asti) |

|  |           |                                |
|  | Marcatori | 35’ Bonansea 58’, 77’ Sabatino |

| Arbitro: | Alessandro Rosami (Carrara) |

|                                                           |           |            |
| Tonani 28’ Giacinti 38’ Tortelli 40’ (aut.) Cambiaghi 53’ | Marcatori | 89’ Nocchi |

| Arbitro: | Davide Copat (Pordenone) |

|  |           |                                                           |
|  | Marcatori | 30’, 63’, 65’ Cambiaghi 48’ Mauri 79’ Giacinti 88’ Brayda |

| Arbitro: | Alex Feraudo (Chiavari) |

|                                      |           |  |
| Mauri 17’ Locatelli 32’ Giacinti 63’ | Marcatori |  |

| Arbitro: | Luca D'Aquino (Roma 1) |

|             |           |  |
| Fuselli 21’ | Marcatori |  |

| Arbitro: | Elena Tambini (Como) |

|  |           |           |
|  | Marcatori | 8’ Paroni |

### Coppa Italia

#### Primo turno
Triangolari - Girone 7
| Arbitro: | Luca Landoni (Milano) |

|  |           |                                                            |
|  | Marcatori | 18’ Brambilla 31’ Scarpellini 75’ Garavelli 78’, 87’ Mauri |

| Mozzanica 8 settembre 2013, ore 15:30 CEST 3ª giornata | Mozzanica               | 3 – 0 | Villa Valle | Stadio Comunale\| Arbitro: \| Paolo Zucca (Lomellina) \| |
| Arbitro:                                               | Paolo Zucca (Lomellina) |       |             |                                                          |

#### Secondo turno
| Arbitro: | Paolo Fusi (Lecco) |

|            |           |  |
| Riboldi 8’ | Marcatori |  |

#### Ottavi di finale
| Arbitro: | Enrico Tugnoli (Ferrara) |

|               |           |                                                        |
| Pizzolato 38’ | Marcatori | 13’ Giacinti 16’ Mauri 30’ Riboldi 54’ Brayda 76’ Piva |

#### Quarti di finale
| Arbitro: | Nicola Donda (Cormons) |

|                            |           |                            |
| Karlsson 9’ Gabbiadini 48’ | Marcatori | 2’, 33’ Giacinti 24’ Mauri |

#### Semifinali
| Arbitro: | Matteo Marcenaro (Genova) |

|          |           |                         |
| Piva 21’ | Marcatori | 50’ Panico 77’ Iannella |

## Statistiche

### Statistiche di squadra
| Competizione | Punti | In casa | In casa | In casa | In casa | In casa | In casa | In trasferta | In trasferta | In trasferta | In trasferta | In trasferta | In trasferta | Totale | Totale | Totale | Totale | Totale | Totale | DR  |
| Competizione | Punti | G       | V       | N       | P       | Gf      | Gs      | G            | V            | N            | P            | Gf           | Gs           | G      | V      | N      | P      | Gf     | Gs     | DR  |
| ------------ | ----- | ------- | ------- | ------- | ------- | ------- | ------- | ------------ | ------------ | ------------ | ------------ | ------------ | ------------ | ------ | ------ | ------ | ------ | ------ | ------ | --- |
| Serie A      | 52    | 15      | 9       | 0       | 6       | 34      | 13      | 15           | 8            | 1            | 6            | 32           | 12           | 30     | 17     | 1      | 12     | 66     | 25     | +41 |
| Coppa Italia | -     | 3       | 2       | 0       | 1       | 5       | 2       | 3            | 3            | 0            | 0            | 13           | 3            | 6      | 5      | 0      | 1      | 18     | 5      | +13 |
| Totale       | -     | 18      | 11      | 0       | 7       | 39      | 15      | 18           | 11           | 1            | 6            | 45           | 15           | 36     | 22     | 1      | 13     | 84     | 30     | +54 |

### Andamento in campionato
| Giornata  | 1 | 2 | 3 | 4 | 5 | 6 | 7 | 8 | 9 | 10 | 11 | 12 | 13 | 14 | 15 | 16 | 17 | 18 | 19 | 20 | 21 | 22 | 23 | 24 | 25 | 26 | 27 | 28 | 29 | 30 |
| --------- | - | - | - | - | - | - | - | - | - | -- | -- | -- | -- | -- | -- | -- | -- | -- | -- | -- | -- | -- | -- | -- | -- | -- | -- | -- | -- | -- |
| Luogo     | C | T | C | T | C | T | C | T | C | T  | T  | C  | T  | C  | T  | T  | C  | T  | C  | T  | C  | T  | C  | T  | C  | C  | T  | C  | T  | C  |
| Risultato | V | P | P | V | V | P | V | V | V | P  | N  | P  | V  | P  | V  | V  | V  | P  | V  | V  | P  | P  | V  | V  | P  | V  | V  | V  | P  | P  |
| Posizione |   |   |   |   |   |   |   |   |   |    |    |    |    |    |    |    |    |    |    |    |    |    |    |    |    |    |    |    |    | 5  |

Legenda:

Luogo: C = Casa; T = Trasferta. Risultato: V = Vittoria; N = Pareggio; P = Sconfitta.

### Statistiche delle giocatrici
| Giocatore      | Serie A  | Serie A | Serie A     | Serie A    | Coppa Italia | Coppa Italia | Coppa Italia | Coppa Italia | Totale   | Totale | Totale      | Totale     |
| Giocatore      | Presenze | Reti    | Ammonizioni | Espulsioni | Presenze     | Reti         | Ammonizioni  | Espulsioni   | Presenze | Reti   | Ammonizioni | Espulsioni |
| -------------- | -------- | ------- | ----------- | ---------- | ------------ | ------------ | ------------ | ------------ | -------- | ------ | ----------- | ---------- |
| L. Bianchi     | 12       | 0       | 0           | 0          | ?            | ?            | ?            | ?            | 12+      | 0+     | 0+          | 0+         |
| V. Brambilla   | 27       | 2       | 0           | 0          | ?            | ?            | ?            | ?            | 27+      | 2+     | 0+          | 0+         |
| V. Brayda      | 19       | 2       | 0           | 0          | ?            | ?            | ?            | ?            | 19+      | 2+     | 0+          | 0+         |
| M. Cambiaghi   | 21       | 9       | 0           | 0          | ?            | ?            | ?            | ?            | 21+      | 9+     | 0+          | 0+         |
| J. Dossi       | 20       | 2       | 1           | 0          | ?            | ?            | ?            | ?            | 20+      | 2+     | 1+          | 0+         |
| N. Garavelli   | 18       | 0       | 0           | 0          | ?            | ?            | ?            | ?            | 18+      | 0+     | 0+          | 0+         |
| V. Giacinti    | 26       | 19      | 2           | 2          | ?            | ?            | ?            | ?            | 26+      | 19+    | 2+          | 2+         |
| A. Gritti      | 28       | -23     | 1           | 1          | ?            | ?            | ?            | ?            | 28+      | -23+   | 1+          | 1+         |
| A. Locatelli   | 26       | 2       | 1           | 0          | ?            | ?            | ?            | ?            | 26+      | 2+     | 1+          | 0+         |
| C. Mauri       | 28       | 8       | 2           | 0          | ?            | ?            | ?            | ?            | 28+      | 8+     | 2+          | 0+         |
| M. Orlando     | 3        | -2      | 0           | 0          | ?            | ?            | ?            | ?            | 3+       | -2+    | 0+          | 0+         |
| C. Piccinno    | 19       | 5       | 0           | 1          | ?            | ?            | ?            | ?            | 19+      | 5+     | 0+          | 1+         |
| S. Piva        | 28       | 1       | 1           | 0          | ?            | ?            | ?            | ?            | 28+      | 1+     | 1+          | 0+         |
| P. Riboldi     | 30       | 8       | 1           | 0          | ?            | ?            | ?            | ?            | 30+      | 8+     | 1+          | 0+         |
| G. Rizzon      | 16       | 0       | 1           | 0          | ?            | ?            | ?            | ?            | 16+      | 0+     | 1+          | 0+         |
| A. Scarpellini | 30       | 3       | 1           | 0          | ?            | ?            | ?            | ?            | 30+      | 3+     | 1+          | 0+         |
| V. Schiavi     | 26       | 0       | 5           | 0          | ?            | ?            | ?            | ?            | 26+      | 0+     | 5+          | 0+         |
| G. Spinelli    | 6        | 0       | 0           | 0          | ?            | ?            | ?            | ?            | 6+       | 0+     | 0+          | 0+         |
| F. Tonani      | 27       | 4       | 5           | 0          | ?            | ?            | ?            | ?            | 27+      | 4+     | 5+          | 0+         |